# Ветра, Гундарс Юрьевич
Гу́ндарс Ю́рьевич Ве́тра (латыш. Gundars Vētra; род. 22 мая 1967 года, Вентспилс, Латвийская ССР, СССР) — советский и латвийский профессиональный баскетболист, играл на позиции лёгкого форварда. Заслуженный мастер спорта СССР. В настоящее время — баскетбольный тренер.

## Карьера
В высшей лиге чемпионата СССР по баскетболу дебютировал в 17 лет (сезон 1984/85), когда заменил в стартовой пятерке ВЭФа травмированного Валтерса.
Выступал за сборную СССР. Бронзовый призёр ЧЕ-89. Серебряный призёр чемпионата мира 1990 г.
Во время предолимпийского турнира в Испании подписал контракт с клубом НБА «Миннесота Тимбервулвз». Сразу после Олимпиады-92 отправился в новый клуб. Но карьера в НБА не сложилась, по мнению игрока, из-за неустойчивого положения главных тренеров в команде (при Ветре их было двое — Джимми Роджерс и Сидни Лоу). Всего в НБА провел только 13 игр, хотя провел почти 1,5 года в «Тимбервулвз». В декабре 1993 года подписал контракт с клубом Континентальной баскетбольной ассоциации (КБА) «Рочестер Ренегейд».
В 1992 году несмотря на давление Латвийской федерации баскетбола Ветра и другой знаменитый латвийский баскетболист Игорс Миглиниекс решили сыграть на Олимпийских играх в Барселоне в составе Объединенной команды, так как её игроки ещё до распада СССР договорились вместе выступить на Олимпиаде. Сборная Объединенной команды заняла на турнире четвёртое место.
В 1994—1995 играл в Латвии за «ВЭФ-Адажи» (Рига) и БК Броцены (Рига). В 1995 году по приглашению Станислава Ерёмина перешёл в БК ЦСКА.
Четырёхкратный (1996, 1998—2000) чемпион России в составе ЦСКА.
Чемпион Североевропейской баскетбольной лиги (NEBL) 2000 года в составе ЦСКА.
Имел прозвище в ЦСКА — «Гунча». Любит природу, путешествия. Одно время увлекался игрой в гольф, однако позже интерес пропал. В одном из интервью Ветра заявил, что гольф его привлек тем, что поначалу был «чем-то новым». Свободное время предпочитает проводить с семьей. Любимая еда — фрукты. Любимая книга — «Мастер и Маргарита».

### Семья
Жена Аргита. Дочери Лаура и Рута.

## Достижения тренера
- Обладатель Кубка вызова ФИБА[5] — 2006
- Победитель Мировой Лиги ФИБА 2007
- Бронзовый призёр женской Евролиги ФИБА: 2009, 2010, 2011, 2015
- Чемпион России: 2009, 2010, 2011.
- Серебряный призёр чемпионата России: 2008
- Бронзовый призёр чемпионата России: 2015, 2016
- Обладатель Кубка России: 2008; 2009; 2010; 2011, 2015
- Чемпион Польши: 2020, 2021
- Обладатель Кубка Польши: 2020, 2021
- Обладатель Суперкубка Польши: 2020

## Статистика

### Статистика в НБА
| Сезон                                                                                    | Команда   | Регулярный сезон | Регулярный сезон | Регулярный сезон | Регулярный сезон | Регулярный сезон | Регулярный сезон | Регулярный сезон | Регулярный сезон | Регулярный сезон | Регулярный сезон | Регулярный сезон | Серия плей-офф | Серия плей-офф | Серия плей-офф | Серия плей-офф | Серия плей-офф | Серия плей-офф | Серия плей-офф | Серия плей-офф | Серия плей-офф | Серия плей-офф | Серия плей-офф |
| Сезон                                                                                    | Команда   | GP               | GS               | MPG              | FG%              | 3P%              | FT%              | RPG              | APG              | SPG              | BPG              | PPG              | GP             | GS             | MPG            | FG%            | 3P%            | FT%            | RPG            | APG            | SPG            | BPG            | PPG            |
| ---------------------------------------------------------------------------------------- | --------- | ---------------- | ---------------- | ---------------- | ---------------- | ---------------- | ---------------- | ---------------- | ---------------- | ---------------- | ---------------- | ---------------- | -------------- | -------------- | -------------- | -------------- | -------------- | -------------- | -------------- | -------------- | -------------- | -------------- | -------------- |
| 1992/93                                                                                  | Миннесота | 13               | 0                | 6,8              | 47,5             | 100,0            | 66,7             | 0,6              | 0,5              | 0,2              | 0,0              | 3,5              | Не участвовал  | Не участвовал  | Не участвовал  | Не участвовал  | Не участвовал  | Не участвовал  | Не участвовал  | Не участвовал  | Не участвовал  | Не участвовал  | Не участвовал  |
|                                                                                          | Всего     | 13               | 0                | 6,8              | 47,5             | 100,0            | 66,7             | 0,6              | 0,5              | 0,2              | 0,0              | 3,5              | Не участвовал  | Не участвовал  | Не участвовал  | Не участвовал  | Не участвовал  | Не участвовал  | Не участвовал  | Не участвовал  | Не участвовал  | Не участвовал  | Не участвовал  |
| Наведите курсор мыши на аббревиатуры в заголовке таблицы, чтобы прочесть их расшифровку. |           |                  |                  |                  |                  |                  |                  |                  |                  |                  |                  |                  |                |                |                |                |                |                |                |                |                |                |                |